# Central dels Pilans
La Central dels Pilans o Central dels Pilans de Cal Manso és una central hidroelèctrica a uns dos quilòmetres al nord-oest del nucli urbà de la població de Boadella, prop del límit amb el terme de Darnius, poc per sota de la presa actual de l'embassament del pantà i de la Muga.

## Arquitectura
Edifici aïllat de planta rectangular format per dos cossos adossats, amb les cobertes de teula de dues vessants. El volum principal està distribuït en planta baixa i pis, mentre que el cos secundari, adossat a la façana de ponent, s'organitza en una única planta. La façana principal de l'edifici, orientada a llevant, presenta un gran portal d'accés d'arc rebaixat bastit en maons que presenta un voladís a la part superior, sostingut per dues mènsules esglaonades de maó. A banda i banda del portal, dues finestres de mig punt fetes amb maons. De fet, totes les obertures de la planta baixa de la construcció són de mig punt i estan bastides amb maons. Al pis, en canvi, les finestres són rectangulars. Una motllura rectilínia marca la divisòria entre els dos nivells. Cap a la banda de llevant hi ha altres petits cossos annexos que formen part del mateix edifici.
La construcció és bastida amb pedra desbastada de diverses mides disposada irregularment, i lligada amb morter de calç. A les cantonades hi ha carreus desbastats.

## Història
Com a conseqüència dels efectes que va provocar la fil·loxera a les vinyes de la comarca a final del segle xix, des d'aquest moment fins a l'actualitat, la fabricació de ciment ha estat una de les activitats econòmiques més importants al municipi de les Escaules. Va proveir de pedra i ciment tota la província de Girona i també França. Les centrals hidroelèctriques que aprofitaven la força de l'aigua de la Muga, també van ser un recurs econòmic molt important a les Escaules.
L'any 1915 es van construir la presa i la central hidroelèctrica per l'empresari industrial Pau Pagès i Lloveres. L'electricitat d'aquesta central proveïa la ciutat de Figueres.